# إيفا بيرغمان
إيفا بيرغمان (بالسويدية: Eva Bergman)‏ هي مخرجة ومخرجة سويدية، ولدت في 5 سبتمبر 1945 في هلسينغبورغ في السويد.

## وصلات خارجية
- إيفا بيرغمان على موقع IMDb (الإنجليزية)
- إيفا بيرغمان على موقع قاعدة بيانات الأفلام السويدية (السويدية)
- إيفا بيرغمان على موقع قاعدة بيانات الفيلم (الإنجليزية)
- إيفا بيرغمان على موقع كينوبويسك (الروسية)